# Silent Night, Deadly Night
Silent Night, Deadly Night (bra: Natal Sangrento) é um filme slasher estadunidense de 1984 dirigido por Charles E. Sellier, Jr., e estrelado por Robert Brian Wilson, Lilyan Chauvin, Gilmer McCormick, Toni Nero, Linnea Quigley, Britt Leach e Leo Geter. Ambientado na época natalina, o enredo concentra-se num jovem, Billy, que sofre de estresse pós-traumático ao testemunhar o assassinato de seus pais na véspera de Natal e sua educação subsequente em um abusivo orfanato católico. Quando adulto, o feriado de natal leva-o a uma ruptura psicológica, e ele surge como um spree killer vestido de papai Noel.
Lançado pela TriStar Pictures em 9 de novembro de 1984, é o primeiro filme da franquia Silent Night, Deadly Night, e ganhou controvérsia substancial sobre seu material e conteúdo promocional, que apresentou um papai Noel assassino. Como resultado, o filme recebeu críticas negativas e foi retirado dos cinemas uma semana após seu lançamento. Embora tenha sido bem sucedido durante a semana de abertura, o filme foi um sucesso moderado, arrecadando 2,5 milhões de dólares. Desde a sua divulgação, o filme desenvolveu um clássico cult e foi seguido por quatro sequências, sendo que o quarto e o quinto título não possuem conexão com original. Cerca de 28 anos depois, um remake foi lançado.

## Sinopse
Após presenciar o assassinato de seus país na véspera de natal e ser abusado durante sua estadia num orfanato, um jovem atormentado inicia uma matança vestido de papai Noel.

## Elenco
- Robert Brian Wilson como Billy Chapman (aos 18 anos)[5][6]
  - Danny Wagner como Billy Chapman (aos 8 anos)[5]
  - Jonathan Best como Billy Chapman (aos 5 anos)[5]
- Alex Burton como Ricky Chapman (aos 14 anos)[5]
  - Max Broadhead como (aos 4 anos)[5]
  - Melissa Best como (Ricky infantil)[5]
- Lilyan Chauvin como Madre superior[5][6]
- Gilmer McCormick como Irmã Margaret[5][6]
- Toni Nero como Pamela[5][6]
- Britt Leach como Sr. Sims[5]
- Nancy Borgenicht como Sra. Randall[5]
- H.E.D. Redford como Capitão Richards[5]
- Linnea Quigley como Denise[5]
- Leo Geter como Tommy[5]
- Randy Stumpf como Andy[5]
- Will Hare como Avô Chapman[5]
- Tara Buckman como Ellie Chapman[5]
- Geoff Hansen (Credited como Jeff Hansen) como Jim Chapman[5]
- Charles Dierkop como "Papai Noel assassino"[5]
- Eric Hart como Sr. Levitt[5]

## Produção
Inicialmente, durante a produção, o filme foi intitulado Slayride, antes da TriStar decidir mudar o título para Silent Night, Deadly Night. O filme foi filmado no locais de Salt Lake City e Heber, ambas cidades localizadas no estado de Utah.

## Lançamento
O filme foi lançado nos cinemas dos Estados Unidos pela TriStar Pictures em 9 de novembro de 1984, estreando em 400 cinemas do leste dos Estados Unidos. No fim da semana de abertura, o filme superou o slasher de Wes Craven, A Nightmare on Elm Street, que estreou no mesmo dia. Antes de ser retirado dos cinemas, arrecadou mais de 2,4 milhões de dólares.
Em novembro de 2013, foi anunciado que a revista Fangoria, em associação com a Brainstorm Media e a Screenvision, estaria re-lançando o filme nos cinemas dos Estados Unidos em dezembro daquele ano.